# Diwodorofosforan wapnia
Diwodorofosforan wapnia, E341a, Ca(H
2PO
4)
2 – nieorganiczny związek chemiczny z grupy fosforanów, wodorosól wapniowa kwasu fosforowego. Umiarkowanie rozpuszczalny w wodzie. Bardzo łatwo tworzy monohydrat. Zanieczyszczony diwodorofosforan wapnia jest higroskopijny ze względu na śladową ilość kwasu fosforowego i innych substancji.
Stosowany głównie w nawozach, ale także w proszkach do pieczenia, jako suplement diety i źródło wapnia w żywności, oraz jako bufor i stabilizator tworzyw sztucznych.

## Otrzymywanie
Na potrzeby produkcji nawozów, diwodorofosforan wapnia otrzymuje się poprzez roztwarzanie sproszkowanych skał fosforanowych (głównie fosforytów) w kwasie siarkowym lub fosforowym, a następnie odparowywanie roztworu. Otrzymywany w ten sposób diwodorofosforan wapnia jest bardzo zanieczyszczony – przykładowo jego zawartość przy użyciu kwasu siarkowego wynosi około 30%.
Laboratoryjnie można go także otrzymać w reakcji węglanu wapnia z kwasem fosforowym:
CaCO
3 + 2H
3PO
4 → Ca(H
2PO
4)
2 + CO
2 + H
2O